# Parkowo (powiat obornicki)

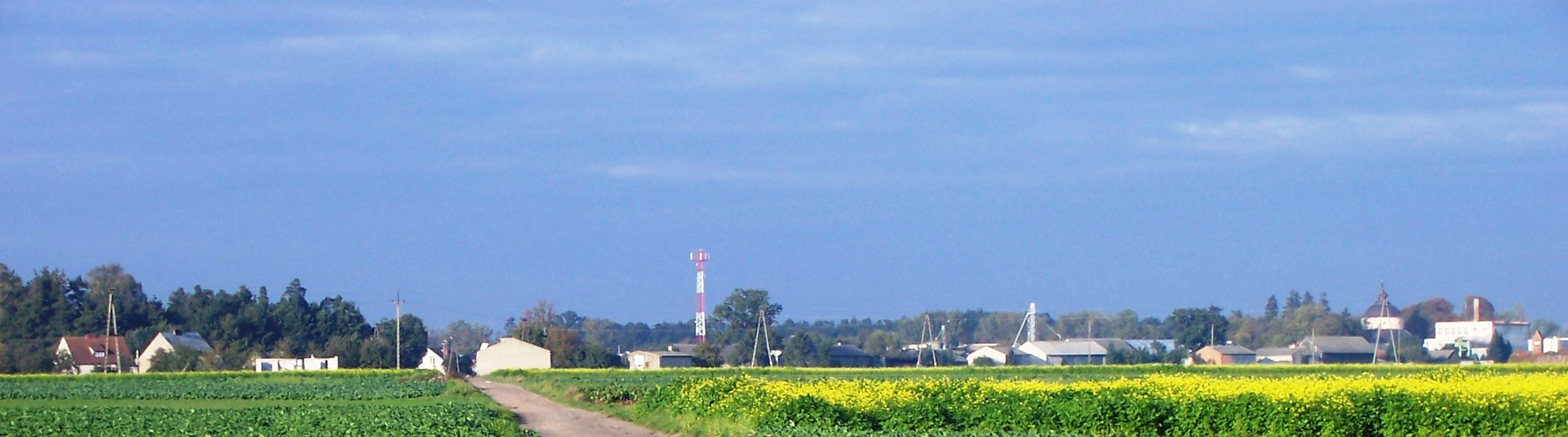
Widok Parkowa od strony Hubów

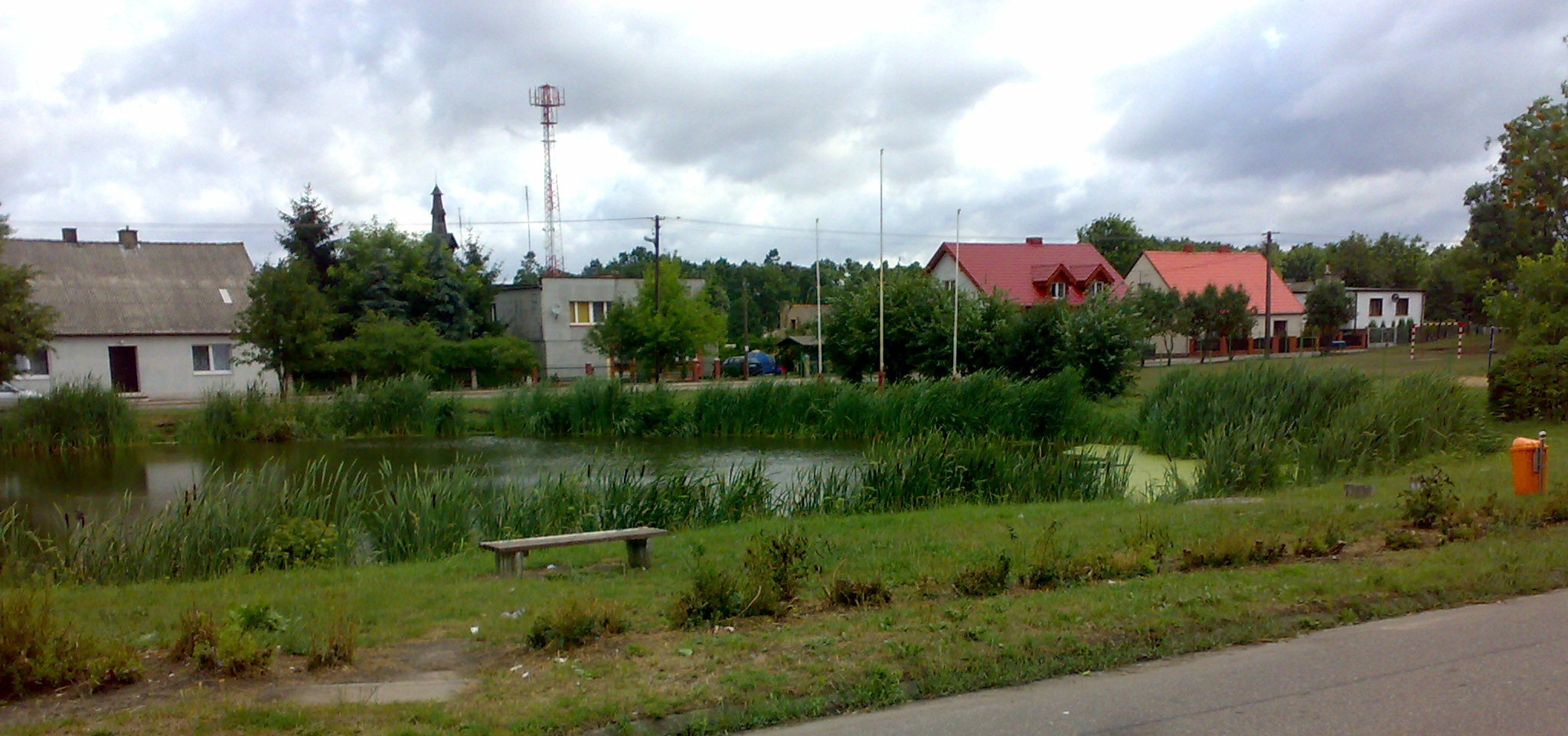
Centrum Parkowa

Parkowo – wieś sołecka w Polsce położona w województwie wielkopolskim, powiecie obornickim i gminie Rogoźno, na skraju Puszczy Noteckiej.
Układ przestrzenny Parkowa wykazuje cechy jednego z najstarszych układów - historycznego układu owalnicy, a częściowo również wielodrożnicy. Zachowało się kilka starszych budynków mieszkalnych z II połowy i końca XIX wieku (np. Parkowo nr 11, 12, 15, 92, 140, 141). Dawne miejskie rozplanowanie nie zachowało się.

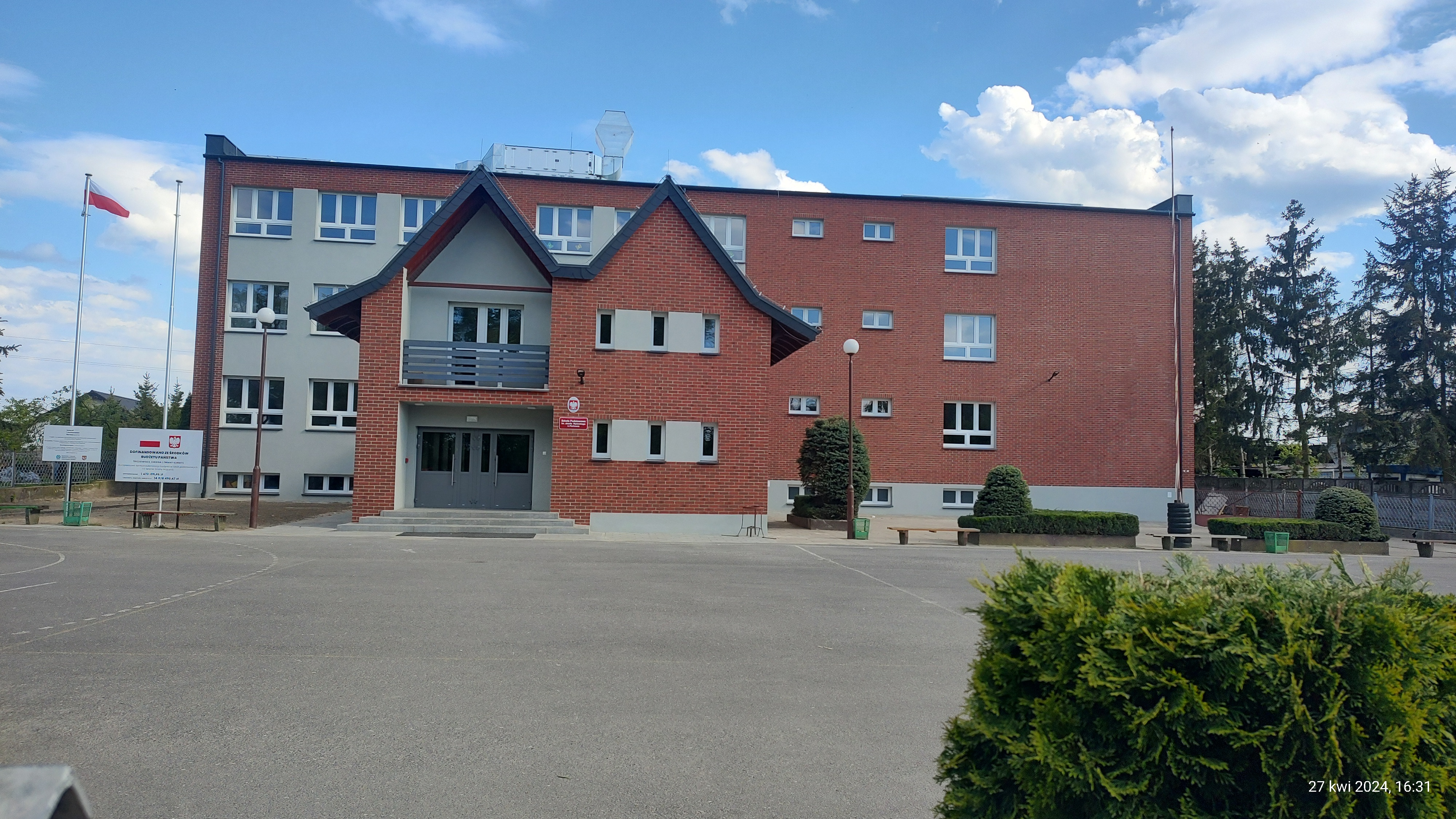

We wsi znajdują się: Szkoła Podstawowa im. Józefa Wybickiego z Izbą Pamięci Józefa Wybickiego (do szkoły uczęszczają uczniowie z: Parkowa, Wełny, Kaziopola, Grudny, Słomowa, Szczytna, Józefinowa, Jaracza i Rożnowic), Przedszkole "Słoneczne Skrzaty", Biblioteka Publiczna (filia Biblioteki Publicznej Rogozińskiego Centrum Kultury), agencja pocztowa, wiejski ośrodek zdrowia, remiza Ochotniczej Straży Pożarnej, przystanek PKP i przystanki autobusowe, oczyszczalnia ścieków. Nieopodal Parkowa znajduje się rezerwat przyrody Wełna.
Część mieszkańców prowadzi własne gospodarstwa rolne, inni dojeżdżają do pracy, głównie do Rogoźna, Obornik i Poznania. We wsi znajdują się także: PW "Atis" (firma stolarska zatrudniająca najwięcej pracowników), kilka sklepów oraz firm budowlano-remontowych.
Parkowo jest miejscowością w większości skanalizowaną. Zasięg wszystkich sieci telefonów komórkowych jest bardzo dobry. We wsi, na dachu Zespołu Szkół, znajduje się nadajnik Internetu radiowego, który zaopatruje w usługi internetowe część mieszkańców.

## Historia
Nazwa miejscowości pochodzi od imion – Parko, Parek, Park. 
W średniowieczu Parkowo było gniazdem rodzinnym Grzymalitów z Grudny i Wełny. Pierwsza wzmianka pisana o miejscowości pochodzi z 1391 roku. Występowała wówczas Anastazja (Nastka), wdowa po Grzymalicie Januszu z Rogowa i Wełny. W rękach tego rodu wieś znajdowała się jeszcze w drugiej połowie XVI wieku. W latach 1400–1444 posiadali część dóbr dziedzicznych w Parkowie przedstawiciele rodu szlacheckiego Bylina.
W roku 1879 wieś otrzymała połączenie kolejowe z Piłą i Poznaniem. W roku 1899 w Parkowie powstała Ochotnicza Straż Pożarna.
W latach 1975–1998 miejscowość administracyjnie należała do województwa pilskiego.
Sławkowo
W pierwszej połowie XV wieku powstało w pobliżu wsi, w miejscu zwanym Jeziorka, miasteczko Sławkowo, które wkrótce upadło nie pozostawiając materialnych śladów swego istnienia. Prawdopodobnie zostało wchłonięte przez dobrze rozwijającą się wieś Parkowo. Jedna z nielicznych wzmianek o mieście pochodzi z 1429 roku, występuje w niej szlachcic Mikołaj ze Sławkowa, który sądzi się z kmieciem Andrzejem ze Studzieńca o należności. Ponowna próba założenia w Parkowie miasta około 1720 roku przez Rydzyńskich i tym razem zakończyła się niepowodzeniem.

## Zabytki
- Najcenniejszym zabytkiem jest barokowo-klasycystyczny kościół parafialny pw. NMP Królowej Świata i św. Małgorzaty zbudowany w latach 1780–1802 na planie koła z centralnie umieszczoną kopułą. Wewnątrz cudami słynący obraz Matki Bożej Parkowskiej Królowej Świata z XVII wieku. W podziemiach krypta z prochami fundatorów i proboszczów. Jest to czwarty kościół zbudowany na tym miejscu od założenia parafii w XIV wieku, poprzednie trzy były drewniane. Warto zaznaczyć, że parkowska świątynia wraz z kościołem pw. św. Wita w Rogoźnie i kościołem filialnym w Wełnie zostały wpisane do rejestru zabytków jako trzy pierwsze obiekty z gminy Rogoźno w dniu 12 grudnia 1932 roku.
- Przy kościele budynki dzwonnicy z I poł. XIX wieku, plebanii i dawnej organistówki z XIX wieku.
- Na obrzeżach wsi pobudowano w latach 30. tzw. "poniatówki" - zagrody dla sprowadzonych wtedy górali (ich nazwa pochodziła od nazwiska ministra rolnictwa i reform rolnych międzywojennej Polski Juliusza Poniatowskiego, każda z zagród, była budowana na podstawie tego samego projektu, składała się z domostwa i obory, które mogły być drewniane lub murowane oraz z drewnianej stodoły - obecnie wskutek przebudowy lub modernizacji w stanie oryginalnym nie zachował się żaden budynek).[5] Kuźnia z 1937 roku w tym samym stylu.[6]

## Zasłużeni związani z Parkowem
- Józef Rufin Wybicki h. Rogala (1747–1822) – autor "Mazurka Dąbrowskiego", patron miejscowej szkoły podstawowej i gimnazjum, wykonawca testamentu Franciszka Rostworowskiego, na mocy którego zobowiązał się do dokończenia prac budowlanych przy obecnym kościele w Parkowie. Pamięć o związkach Wybickiego z Parkowem i Wełną jest żywo pielęgnowana w Szkole Podstawowej w Parkowie. Wewnątrz szkoły znajdują się m.in. dwie tablice pamiątkowe poświęcone autorowi "Mazurka Dąbrowskiego" i Izba Pamięci Józefa Wybickiego.
- Adam Mateusz Grabowski h. Zbiświcz (1739–1792) – generał major wojsk polskich, szambelan Augusta III, starosta lipiński, odznaczony Orderem św. Stanisława w 1785 roku, właściciel Wełny i Parkowa. Jego żoną była Ludwika z Turnów. Jeden z głównych fundatorów kościoła w Parkowie. Epitafium generała znajduje się w ołtarzu płd. kościoła w Parkowie. Spoczywa w podziemiach.
- Jędrzej Daleki (1783–1870) – urodził się w Kołaczkowicach koło Krobi, był żołnierzem napoleońskim (walczył od 1806 roku), zesłańcem z Wyspy św. Heleny, przebywał w niewoli u Anglików i Austriaków. Zmarł w Parkowie. Pozostawił kilkakrotnie wydawane wspomnienia, spisane przez jego syna, proboszcza parkowskiego Jakuba Dalekiego.
- Wiktor Mędlewski – ksiądz, proboszcz parkowski w latach 1890–1924, dziekan rogoziński, obrońca polskości w czasach zaborów, zasłużony działacz narodowy i społeczny.
- Józef Palmowski - ksiądz, probosz parkowski od roku 1936, zmarł podczas wojny w obozie koncentracyjnym KL Dachau dnia 15 stycznia 1945 roku.
- Władysław Penier - kierownik szkoły w Parkowie w latach 1930–1939, nauczyciel i wychowawca, zginął w obozie koncentracyjnym w Majdanku 12 maja 1943 roku.
- Jan Miękus (1911–1944) - nauczyciel w Parkowie i Obornikach, harcmistrz, komendant Hufca Harcerskiego i Szarych Szeregów w Obornikach, zginął w obozie koncentracyjnym KL Gross Rosen 19 lutego 1944 roku.
- Zbigniew Szatkowski - nauczyciel, kierownik szkoły w latach 1949–1974, badacz lokalnej historii, kolekcjoner wydań Pana Tadeusza w kilkudziesięciu językach.
- Zenon Witt - urodzony 9 czerwca 1931 roku w Parkowie. Doktor inżynier nauk rolniczych. Poseł na Sejm X i I kadencji z listy Polskiego Stronnictwa Ludowego.
- Edward Cegła (1937–2009) - ksiądz katolicki, Prałat Honorowy Jego Świątobliwości, kapelan biskupa ordynariusza i notariusz kurii szczecińsko-kamieńskiej w latach 1974–1980, ojciec duchowny Wyższego Seminarium Duchownego w Szczecinie. Zmarł po chorobie, we wspomnienie Matki Boskiej Bolesnej, 15 września 2009 roku.
- Stanisław Turtoń - powstaniec wielkopolski, polityk Polskiej Partii Socjalistycznej i działacz związkowy. Zginął zamordowany przez Niemców w obozie koncentracyjnym w Sachsenhausen.